# 北薩拉茹鄉
北萨拉茹鄉（波斯語：‎），是伊朗东阿塞拜疆省马拉蓋縣中心区的鄉。 2006年人口普查顯示北萨拉茹鄉人口为22,664人，分布在5,196個家庭。北萨拉茹鄉辖有32个村。